# Saint-Alban-sur-Limagnole
Saint-Alban-sur-Limagnole – miejscowość i gmina we Francji, w regionie Oksytania, w departamencie Lozère. W 2013 roku populacja gminy wynosiła 1431 mieszkańców. Przez gminę przepływa rzeka Truyère. Nazwa miejscowości pochodzi od imienia św. Albana.

## Populacja

Populacja Saint-Alban-sur-Limagnole w latach 1962–2008